# Röda rummet (TV-program)
Röda rummet var ett TV-program om litteratur som visades på lördagar och söndagar i Sveriges Television åren 1994–2003. Programmet leddes av Gunilla Kindstrand och John Chrispinsson.

## Programmet
Röda rummet var ett TV-program om litteratur som visades i SVT åren 1994–2003. Gunilla Kindstrand blev programmets första programledare. Det började sändas från Sundsvall med Ola Vading som producent. 
Programmets föregångare Läslustan fokuserade på boktips. Röda rummet ville däremot lyfta fram författarna, få dem att samtala och diskutera med andra författare. Programmets idé var enligt Kindstrand att skapa ett rum för samtal om böcker som upptog deltagarnas energi. För att förstärka associationen till August Strindbergs roman Röda rummet inreddes scenografin i rött.
Höstsäsongen 1997 lanserades greppet att varje program inleddes med en lyrikvideo, en dikt tolkades och bildsattes. Dessutom inbjöds tittarna vara med och utse århundradets svenska bok.
Bo Strömstedt var programmets första återkommande gäst. Under åren fick Horace Engdahl, Ludvig Rasmusson, Åsa Moberg, Eva Ström samma roll. Under 2003 återkom en bokpanel med Gabriella Ahlström, Björn Linell och Katarina Mazetti.
Hösten 1999 blev John Chrispinsson programledare för Röda rummet. Gunilla Kindstrand återkom dock under 2001. Med Chrispinsson fortsatte samtal och diskussioner om litteratur att vara programmets kärna. Nytt var att läsare och tittare fick en roll i programmet. I inslaget "Lusthuset" hade en panel läst en viss bok och fick sedan möta författaren och berätta om sina upplevelser. Tittarbrev och e-post spädde på dimensionen av lustläsande. Ett nytt inslag var även "Tittartävlingen". Tittarna fick gissa ur vilket verk en känd författares text hämtats. 
Från 2002 blev programmet en del av Kultursöndag i SVT2 som omfattade Röda rummet, Musikspegeln och Bildjournalen. Den sista säsongen av Röda rummet sändes hösten 2003, och 2004 upphörde Kultursöndag helt.
| År   | Programledare                                     | Kanal                  | Tid                                  | Dag   | Avsnitt |
| 1994 | Gunilla Kindstrand                                | SVT2                   | 20.00–21.00                          | Lö    | 4       |
| 1995 | Gunilla Kindstrand                                | SVT2                   | 20.00–21.00                          | Lö    | 8       |
| 1996 | Gunilla Kindstrand                                | SVT2 (vår) SVT1 (höst) | 20.00–21.00                          | Lö Sö | 16      |
| 1997 | Gunilla Kindstrand                                | SVT1                   | 20.00–21.00                          | Sö    | 18      |
| 1998 | Gunilla Kindstrand                                | SVT1                   | 22.15–23.00/ 23.15                   | Lö    | 14      |
| 1999 | Gunilla Kindstrand (vår) John Chrispinsson (höst) | SVT1                   | 21.15-–22.00                         | Lö    | 17      |
| 2000 | John Chrispinsson                                 | SVT1                   | 21.15-–22.00                         | Lö    | 17      |
| 2001 | Gunilla Kindstrand                                | SVT2                   | 19.30–20.00 (vår) 18:45–19:15 (höst) | Sö    | 19      |
| 2002 |                                                   | SVT2                   | 18:40–19:05                          | Sö    | 26      |
| 2003 | John Chrispinsson                                 | SVT2                   | 18:40–19:05                          | Sö    | 30      |

### Tittaromröstning
1998 genomförde programmet en omröstning bland tittarna om 1900-talets mest betydelsefulla/bästa svenska roman. Omröstningen utföll som följer:
1. Utvandrar-sviten, Vilhelm Moberg
2. Aniara, Harry Martinson
3. Röde Orm, Frans G. Bengtsson
4. Pippi Långstrump, Astrid Lindgren
5. Stad-sviten, Per Anders Fogelström
6. Nils Holgerssons underbara resa genom Sverige, Selma Lagerlöf
7. Kejsarn av Portugallien, Selma Lagerlöf
8. Den allvarsamma leken, Hjalmar Söderberg
9. Jerusalem, Selma Lagerlöf
10. Hans nådes tid, Eyvind Johnson
11. Din stund på jorden, Vilhelm Moberg
12. Juloratoriet, Göran Tunström
13. Bröderna Lejonhjärta, Astrid Lindgren
14. Strändernas svall, Eyvind Johnson
15. Nässlorna blomma, Harry Martinson
16. Doktor Glas, Hjalmar Söderberg
17. Berts dagbok, Anders Jacobsson och Sören Olsson
18. Vägen till Klockrike, Harry Martinson
19. Emil i Lönneberga, Astrid Lindgren
20. Rid i natt!, Vilhelm Moberg

Cirka 17.000 tittare deltog i tävlingen. Om resultatet påpekade Gunilla Kindstrand att av de tio första böckerna hade ingen påbörjats efter 1960 och att modernismen lyste med sin frånvaro.